# Slobodan Čašule
Slobodan Čašule (Macedonisch: Слободан Чашуле) (Skopje, 27 september 1945 – Madrid, 18 december 2015) was een Macedonisch journalist en politicus. Hij was de zoon van schrijver Kole Čašule.
In 1965 was hij een van de mede-oprichters van TV Skopje waarvoor hij vanaf 1967 correspondent werd vanuit Latijns-Amerika Hij studeerde in 1972 af aan de Pauselijke Katholieke Universiteit van Peru waarna hij ook correspondent werd voor andere Macedonische media-kanalen.
Na het aftreden van de vier ministers van de Sociaal-Democratische partij op 23 november 2001 werd Čašule op 30 november benoemd tot minister van Buitenlandse Zaken door premier Ljubčo Georgievski. Hij behield zijn ambt tot aan de verkiezingen van 2002.
Čašule overleed op 70-jarige te Madrid, waar hij als Macedonisch ambassadeur diende.